# Stanisław Matkowski (poseł)
Stanisław Matkowski – właściciel dóbr, poseł Sejmu Krajowego Galicji we Lwowie IV (1877–1882) i V kadencji z kurii większych posiadłości ziemskich w okręgu wyborczym stanisławowskim wraz z hr. Wojciechem Dzieduszyckim (m.in. w 1877, 1881, 1884). Przed 12 września 1885 zrezygnował z mandatu poselskiego. Zamiast niego w okręgu wyborczym stanisławowskim z kurii większych posiadłości ziemskich został wybrany Stanisław Brykczyński, który 29 października 1885 otrzymał 64 głosy z 95. W 1871 był członkiem czynnym oddziału buczacko-czortkowsko-zaleszczyckiego Galicyjskiego Towarzystwa Gospodarskiego we Lwowie.